# Khari Stephenson
Khari Lasana Stewart Stephenson (ur. 18 stycznia 1981 w Kingston) – jamajski piłkarz występujący na pozycji pomocnika.

## Kariera klubowa
Stephenson treningi rozpoczął w Realu Mona. W 1999 roku został włączony do jego pierwszej drużyny. W 2000 roku został studentem amerykańskiej uczelni Williams College i rozpoczął grę w tamtejszej drużynie piłkarskiej, Williams Ephmen. W 2004 roku trafił do Kansas City Wizards z MLS. Zadebiutował tam 19 czerwca 2004 roku w wygranym 3:1 pojedynku z New England Revolution. W tym samym roku dotarł z zespołem do finału MLS Cup.
W 2006 roku Stephenson przeszedł do szwedzkiego klubu GAIS. W Allsvenskan pierwszy mecz zaliczył 1 kwietnia 2006 roku przeciwko Örgryte IS (2:0). W GAIS grał przez jeden sezon, a potem odszedł do innego pierwszoligowca, AIK Fotboll. Jego barwy reprezentował z kolei przez 1,5 sezonu.
W trakcie sezonu 2008 Stephenson odszedł do norweskiego zespołu Aalesunds FK. W Tippeligaen po raz pierwszy wystąpił 4 sierpnia 2008 roku w zremisowanym 0:0 spotkaniu z Molde FK. W 2009 roku zdobył z klubem Puchar Norwegii.
W 2010 roku Stephenson wrócił do Stanów Zjednoczonych, gdzie został graczem klubu San Jose Earthquakes. Zadebiutował tam 15 sierpnia 2010 roku w wygranym 1:0 spotkaniu z Kansas City Wizards. W 2013 roku przeszedł do Real Salt Lake.
W 2014 powrócił do San Jose Earthquakes, a 6 sierpnia 2015 został wypożyczony do San Antonio Scorpions.

## Kariera reprezentacyjna
W reprezentacji Jamajki Stephenson zadebiutował w 2004 roku. W 2005 roku został powołany do kadry na Złoty Puchar CONCACAF. Zagrał na nim w meczach z Gwatemalą (4:3), RPA (3:3), Meksykiem (0:1) i Stanami Zjednoczonymi (1:3), a Jamajka zakończyła turniej na ćwierćfinale.